# Pardosa subanchoroides
Pardosa subanchoroides är en spindelart som beskrevs av Wang och Song 1993. Pardosa subanchoroides ingår i släktet Pardosa och familjen vargspindlar. Inga underarter finns listade i Catalogue of Life.